# 14e Europese Filmprijzen
De 14e uitreiking van de Europese Filmprijzen, waarbij prijzen werden uitgereikt in verschillende categorieën voor Europese films, vond plaats op 1 december 2001 in de Duitse hoofdstad Berlijn.

## Nominaties en winnaars

### Beste film
- Le fabuleux destin d'Amélie Poulain
  - Bridget Jones's Diary
  - Das Experiment
  - Intimacy
  - Italiensk for begyndere
  - The Others
  - La pianiste
  - La stanza del figlio

### Beste regisseur
- Jean-Pierre Jeunet - Le fabuleux destin d'Amélie Poulain
  - Éric Rohmer - L'Anglaise et le Duc
  - Ermanno Olmi - Il mestiere delle armi
  - Péter Gothár - Paszport
  - François Ozon - Sous le sable
  - José Luis Garci - You're the one (una historia de entonces)

### Beste acteur
- Ben Kingsley - Sexy Beast
  - Jesper Christensen - Bænken
  - Michel Piccoli - Je rentre à la maison
  - Michael Caine, Tom Courtenay, David Hemmings, Bob Hoskins & Ray Winstone - Last Orders
  - Branko Djuric - Ničija zemlja
  - Stellan Skarsgård - Taking Sides – Der Fall Furtwängler

### Beste actrice
- Isabelle Huppert - La pianiste
  - Audrey Tautou - Le fabuleux destin d'Amélie Poulain
  - Charlotte Rampling - Sous le sable
  - Laura Morante - La stanza del figlio
  - Stefania Sandrelli - L'ultimo bacio
  - Ariane Ascaride - La ville est tranquille

### Beste scenario
- Danis Tanovic - No Man's Land
  - Achero Mañas - El Bola
  - Ettore Scola, Silvia Scola, Giacomo Scarpelli & Furio Scarpelli - Concorrenza sleale
  - Laurent Cantet & Robin Campillo - L'emploi du temps
  - Michael Haneke - La pianiste
  - Robert Guédiguian & Jean-Louis Milesi - La ville est tranquille

### Beste cinematografie
- Bruno Delbonnel - Le fabuleux destin d'Amélie Poulain
  - Eric Gautier - Intimacy
  - Rein Kotov - Karu süda
  - Frank Griebe - Der Krieger und die Kaiserin
  - Fabio Olmi - Il mestiere delle armi
  - Tamás Babos - Paszport

### Beste documentaire
- Black Box BRD
  - Casting
  - Elegiya dorogi
  - Heftig og begeistret
  - Joutilaat
  - Super 8 Stories

### Niet-Europese film
- Moulin Rouge!
  - Baran
  - The Believer
  - Lagaan
  - Monsoon Wedding
  - Qian xi man po
  - Safar e Ghandehar
  - Y tu mamá también